# Mohammadabad (Farrukhabad)
Mohammadabad is een nagar panchayat (plaats) in het district Farrukhabad van de Indiase staat Uttar Pradesh. 

## Demografie
Volgens de Indiase volkstelling van 2001 wonen er 20.504 mensen in Mohammadabad, waarvan 53% mannelijk en 47% vrouwelijk is. De plaats heeft een alfabetiseringsgraad van 59%. 